# Cukorgyár (Pélmonostor)
Cukorgyár (horvátul: Šećerana) falu Horvátországban, Eszék-Baranya megyében. Közigazgatásilag Pélmonostorhoz tartozik.

## Fekvése
Eszéktől légvonalban 25, közúton 45 km-re északnyugatra, községközpontjától 1 km-re északra, Baranyában, a Drávaszög északi részén, Pélmonostor és Benge között, a magyar határ mellett és az Eszékről Magyarországra menő vasútvonal mentén fekszik. 

## Története
A település 1911-ben a pélmonostori cukorgyár körül jött létre munkástelepként a gyár dolgozói számára. Akkoriban a bellyei uradalom birtokosa Habsburg Frigyes főherceg volt, akinek ösztönzésére Pélmonostor és Baranyavár között felépítették Európa egyik legkorszerűbb cukorgyárát. A település az első világháború után az új szerb-horvát-szlovén állam, majd később (1929-ben) Jugoszlávia része lett. 1941 és 1944 között ismét Magyarországhoz tartozott, majd a háború után ismét Jugoszlávia része lett. 1991-ben lakosságának 37%-a horvát, 24%-a jugoszláv, 20%-a szerb, 9%-a magyar, 3%-a szlovén nemzetiségű volt. A délszláv háború idején 1991 augusztusában a nem szerb lakosságnak menekülnie kellett a szerb csapatok elől. A menekültek csak 1997-ben térhettek vissza otthonaikba, ahol rögtön hozzáláttak az újjáépítéshez. A településnek 2011-ben 540 lakosa volt. 

## Népessége
| Lakosság változása | Lakosság változása | Lakosság változása | Lakosság változása | Lakosság változása | Lakosság változása | Lakosság változása | Lakosság változása | Lakosság változása | Lakosság változása | Lakosság változása | Lakosság változása | Lakosság változása | Lakosság változása | Lakosság változása | Lakosság változása |
| ------------------ | ------------------ | ------------------ | ------------------ | ------------------ | ------------------ | ------------------ | ------------------ | ------------------ | ------------------ | ------------------ | ------------------ | ------------------ | ------------------ | ------------------ | ------------------ |
| 1857               | 1869               | 1880               | 1890               | 1900               | 1910               | 1921               | 1931               | 1948               | 1953               | 1961               | 1971               | 1981               | 1991               | 2001               | 2011               |
| 0                  | 0                  | 0                  | 0                  | 0                  | 0                  | 0                  | 0                  | 334                | 431                | 606                | 622                | 623                | 729                | 559                | 540                |

## Gazdaság
A településen hagyományosan a mezőgazdaság és az állattartás képezi a megélhetés alapját. Az 1990-es évekig jelentős volt a cukorgyártás, de ekkor a gyárat bezárták. Gépein keményítőt szándékoztak előállítani, de ez végül nem valósult meg.

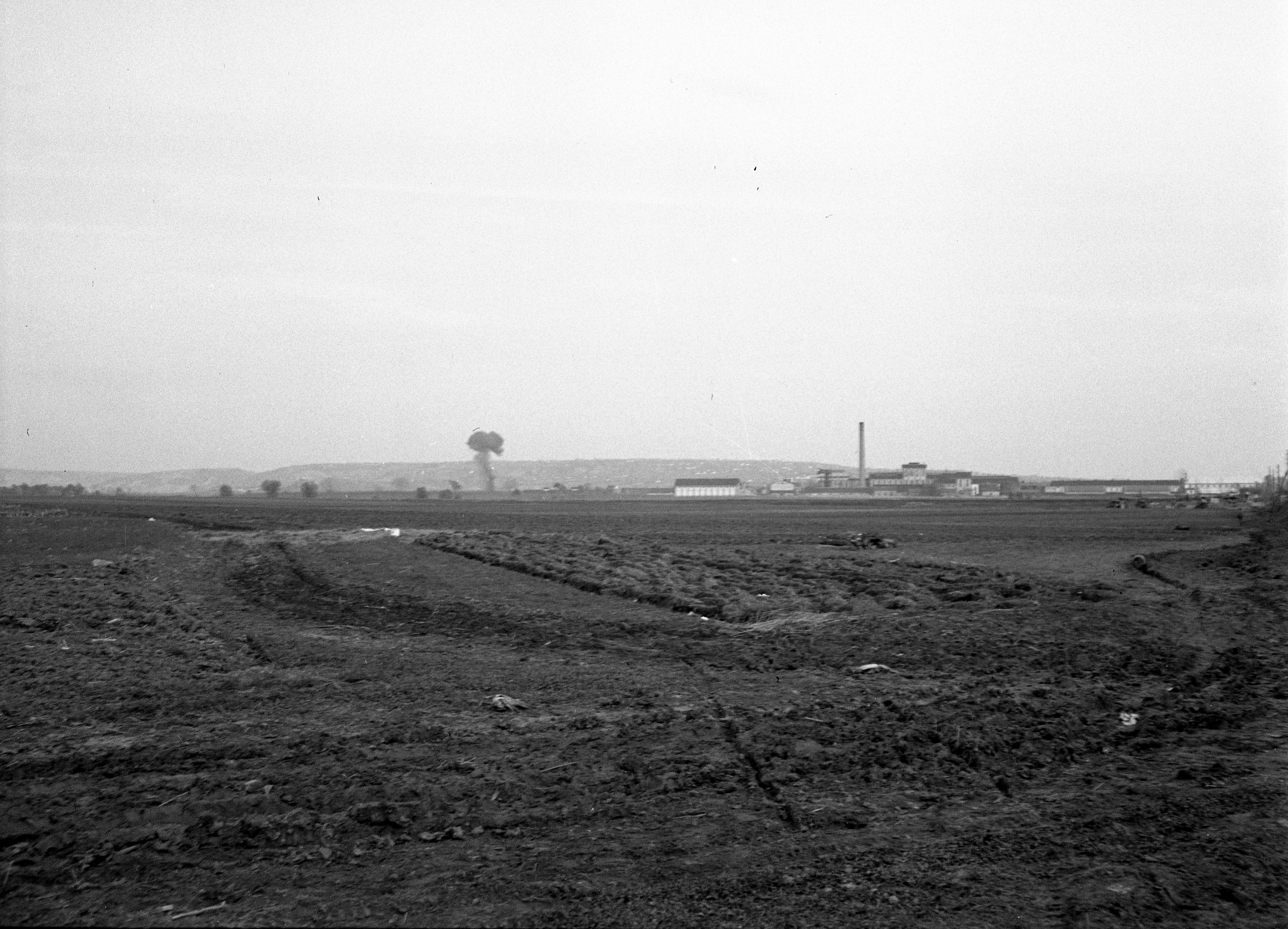
Látkép a vasúttól észak felé 1941-ben, háttérben a cukorgyár épületeivel

## Nevezetességei
Cukorgyári tó. A tavat a 20. század elején létesítették és a volt Belje cukorgyár igényeihez használták fel. Abban az időben, amikor a körzetben található cukorgyár cukorrépát is termesztett, a tóból származó vizet öntözésre is használták. A tó körülbelül három hektáron terül el és a közeli Karašica folyóból táplálkozik (amely a tótól kb. 20 méternyire nyugatra folyik). A tó azonban jelenleg nem bír ipari funkcióval, mert a cukorgyárat bezárták. Sajnos az egyetlen horvát keményítőgyár, melyet a volt cukorgyár helyén terveztek, soha nem jött létre, így egyetlen ipari üzemnek sem volt szüksége vízre a tóból. A tó rekreációs célú újrahasznosítása európai uniós támogatással, határon átnyúló horvát–magyar projekt keretében valósul meg, melyben Mohács városa is közreműködik. A Karasica melletti töltés koronája mentén 3900 méter hosszú kerékpárút épül, a meglévő épületet megfigyelő és információs központtá építik át, amely a tó és a város egészének turisztikai céljait szolgálja. A tó és a Karašica közötti régi gát helyén kerékpáros pihenőterületet terveznek korcsolyapályával, valamint egyéb létesítményekkel. A tó és környéke kikapcsolódásra és szórakozásra alkalmas területté válik. 

## Oktatás
A telep lakói 1926-ig a szomszédos Bengére jártak iskolába. Ekkor létesült első iskolájuk, melynek első tanítója Milutin Vučičević volt. Az iskola neve Državna Narodna Škola Šećerana - Branjin Vrh, azaz Cukorgyár-Baranyavári Állami Népi Iskola volt. Az évfolyamokat egyetlen, vegyes osztályba gyűjtötték az elsőtől a hatodikig, melyben mintegy 30 tanuló volt. Az iskola a második világháború kezdetéig működött. 1941 őszétől 1944 teléig a magyar közigazgatás idején Magyar Királyi Állami Népiskola néven működött. Az iskola nyolcosztályos volt. Ebben az időszakban a következő tanárok dolgoztak az iskolában: Cimerman Nóra, Pusztai Jánosné és Kunst Katalin. A háború után 1952-ig nem volt a telepnek iskolája. A tanulók Pélmonostorra, Bengére, Baranyavárra jártak. Az 1952/53-as tanévben szeptember 8-án négyosztályos iskola kezdte meg itt a működését. Ebben az évben megkezdődött egy új iskolaépület építése a településen, amelyet a „Belje” cukorgyár és a Pélmonostori körzet népi bizottsága finanszírozott. Az új iskolában egy osztályterem, testnevelő terem, tanári kabinet, irattár, adminisztrációs iroda, valamint egy tanári lakás is volt. Az iskola 1953. szeptember 10-én kezdte meg működését, két osztállyal, 40 tanulóval és egy tanárral. Az iskolán kívül iskolai konyha is volt. Az iskola 1959-ig volt önálló, ekkor a pélmonostori Jovan Lazić általános iskola területi iskolája lett. A következő két és fél évtizedben két-három osztállyal működött, a hallgatók számának váltakozásával. Bizonyos időszakokban a tanulók számától függően akár három tanár is volt. A tanulók számának növekedése miatt 1977-ben új iskolaépületet kellett emelni nyolc osztályteremmel, technikai műhellyel, tanári kabinettel, adminisztrációs helyiségekkel, valamint egy tornateremmel. Az iskolában az 1977/78-as tanévben már 336 tanuló tanult itt 15 osztályban. A településen ma nyolcosztályos általános iskola működik. Az iskolának alsó tagozatos területi iskolái működnek Petárda, Baranyavár, Lőcs, Baranyaszentistván és Torjánc településeken.

## Sport
- ŠRD Šaran Šećerana sporthorgászklub
- Az NK Jadran Šećerana labdarúgóklubot 1932-ben alapították, de mára anyagiak hiányában tevékenysége megszűnt.